# Foxboro Hot Tubs
Foxboro Hot Tubs é um projeto paralelo de Indie Rock da banda de punk americana Green Day, que conta com os mesmos integrantes. O som se assemelha a um rock clássico dos anos 1960.

## Membros
- Mike Dirnt - baixo, vocal de apoio
- Billie Joe Armstrong - vocal líder
- Tré Cool - bateria, percussão
- Jason White - guitarra, vocal de apoio
- Jason Freese - teclado, saxofone, flute
- Kevin Preston - guitarra rítmica

## Discografia

### Álbuns de estúdio
- 2008 - Stop Drop and Roll!!![3]

### Singles
- "Mother Mary"
- "The Pedestrian"
- "Stop Drop And Roll!!!

### Posições nas paradas
| Ano  | Título           | EUA Hot 100 | EUA Modern Rock | EUA Mainstream Rock | UK Singles Chart | Álbum                 |
| ---- | ---------------- | ----------- | --------------- | ------------------- | ---------------- | --------------------- |
| 2008 | "Mother Mary"    | -           | 16              | -                   | 137              | Stop Drop and Roll!!! |
| 2008 | "The Pedestrian" | -           | -               | -                   | -                | Stop Drop and Roll!!! |

## Curiosidades
- Músicas disponíveis para download no site oficial.
- Saíram em uma mini-turnê nos EUA logo após o lançamento de "Stop Drop and Roll".